# Jesse Roth
Jesse Roth (* 5. August 1934 in New York City) ist ein US-amerikanischer Endokrinologe.

## Leben
Roth erwarb 1955 an der Columbia University in New York City einen Master in Kunstgeschichte, studierte dann aber am Albert Einstein College, ebenfalls in New York City, Medizin und schloss das Studium 1959 mit dem M.D. ab. Als Assistenzarzt arbeitete er zunächst im Barnes Hospital der Washington University School of Medicine in St. Louis, Missouri, bevor er 1961 als Forschungsstipendiat der American Diabetes Association zu Solomon Berson an das Veterans Administration Hospital in New York City ging. Mittels Radioimmunoassay konnte Roth dort erstmals das Growth hormone (GH) in Blutproben messen und dessen Korrelation zum Blutzuckerspiegel zeigen.
1963 wechselte Roth zu Jacob Robbins an das National Institute of Arthritis and Metabolic Diseases (heute National Institute of Diabetes and Digestive and Kidney Diseases, NIDDK), eine Einrichtung der National Institutes of Health (NIH) in Bethesda, Maryland, wo er 1966 Leiter der Abteilung für Diabetes-Forschung wurde und später wissenschaftlicher Direktor. Zusätzlich hatte er von 1985 bis 1991 die Funktion eines Assistant Surgeon General of the United States des Public Health Service inne.
Nach fast zwei Jahrzehnten am NIDDK erhielt Roth 1990 eine Professur für Innere Medizin an der Johns Hopkins University School of Medicine in Baltimore, Maryland, und wurde Direktor der dortigen Abteilung für Geriatrie und Gerontologie.
Seit dem Jahr 2000 ist Roth Leiter des Diabetes-Forschungslabors am Feinstein Institute for Medical Research, das zum North Shore-Long Island Jewish Health System gehört, einem Krankenhausverband im Bundesstaat New York mit etwa 44.000 Mitarbeitern, dessen Geriatrie in Manhasset, New York, er zwischen 2000 und 2006 leitete. Zusätzlich hat Roth Professuren für Innere Medizin beziehungsweise molekulare Medizin an der Hofstra University in Hempstead auf Long Island, am Albert Einstein College of Medicine in New York City und der kleinen Elmezzi Graduate School of Molecular Medicine in Manhasset, New York, deren Leitung er 1998/1999 innehatte.

## Wirken
Gemeinsam mit Ira Pastan entdeckte Roth, dass es Substanzen verschiedener Größe gibt, die mit den Antikörpern gegen Insulin reagieren, was gut mit Donald F. Steiners Entdeckung des Proinsulins korrelierte. Roth und Pastan wiesen nach, dass das Verhältnis von Insulin und Proinsulin im Blut von bestimmten physiologischen und pathophysiologischen Zuständen abhängt und dass es für viele weitere Peptidhormone wie ACTH, Gastrin, Parathormon und Growth Hormone ebenfalls Vorläufersubstanzen (wie das Proinsulin) gibt. Ein weiteres Forschungsfeld jener Zeit waren die Hormonrezeptoren für Peptidhormone, insbesondere der TSH-Rezeptor und der ACTH-Rezeptor. Roth konnte zeigen, dass die Hormon-Rezeptor-Bindung als In-vitro-Test für Peptidhormone geeignet ist und dass Veränderungen der Bindungsstellen der Rezeptoren für Hormonresistenz und Anpassung an Hormonwirkung beim Menschen verantwortlich sein können. Außerdem wies er Rezeptoren für Insulin und Growth hormone auf weißen Blutkörperchen nach, was die Untersuchung der Hormonrezeptoren vereinfachte.
Aktuelle Arbeiten befassen sich mit dem metabolischen Syndrom und der Frühdiagnose von Diabetes mellitus durch den Anstieg des HbA1c 3 bis 5 Jahre und des C-Peptids 5 bis 10 Jahre vor Ausbruch des Diabetes. Ein weiterer Forschungsschwerpunkt sind das Mikrobiom, die Gesamtheit der den Menschen besiedelnden Mikroorganismen, und seine Bedeutung für den Stoffwechsel und die Entstehung von Übergewicht.

## Auszeichnungen (Auswahl)
- 1974 Ernst Oppenheimer Memorial Award der Endocrine Society[1]
- 1979/1980 Präsident der American Society for Clinical Investigation (ASCI)[2]
- 1980 Gairdner Foundation International Award[3]
- 1982 Mitglied der American Academy of Arts and Sciences[4]
- 1982 Harvey Lecture
- 1982 Banting-Medaille der American Diabetes Association
- 1985 Fred Conrad Koch Award

- Ehrendoktorate der Universität Uppsala, der Yeshiva University und der Universität Rom